# Zlatar (distrikt)
Zlatar (bulgariska: Златар) är ett distrikt i Bulgarien.   Det ligger i kommunen Obsjtina Veliki Preslav och regionen Sjumen, i den östra delen av landet, 300 km öster om huvudstaden Sofia.
Trakten runt Zlatar består till största delen av jordbruksmark. Runt Zlatar är det glesbefolkat, med 17 invånare per kvadratkilometer.